# 1270-ті
Високе Середньовіччя •  Реконкіста •  Монгольська імперія

## Події

### Русь
З 1270-го Лев Данилович отримав титул київського князя, а 1272-го переніс свою столицю до Львова.

### Ростово-Суздальска земля
Дмитро Олександрович Переяславський з 1276 року почав княжити у Володимирі-на-Клязьмі.

### Європа
1273 року німецькі князі обрали нового короля, надавши перевагу Рудольфу I Габсбургу над Отакаром II. Новий король став вимагати повернення короні всіх земель, захоплених у період міжцарства. Більшість німецьких феодалів погодилася, але Отакар II відмовився. Як наслідок, Рудольф I оголосив його поза законом. 1277 року відбулася вирішальна битва на Моравському полі, найбільша битва Європи лицарських часів. Рудольф I з допомогою угорського короля Ласло IV здобув перемогу. Отакар II загинув.
Король Німеччини Рудольф Габсбург не став проводити активних дій в Італії, Зустрівшись з папою римським, він погодився визнати за Святим престолом землі в Центральній Італії. Він пообіцяв папі, що піде в хрестовий похід і відвідає Рим для коронації на імператора, однак не зробив ні того, ні іншого. Своєю резиденцією Рудольф Габсбург обрав Відень.
Після смерті Отакара II королем Богемії став Вацлав II.
1272 року королем Угорщини став Ласло IV. В країні тривала боротьба між могутніми баронами. Дестабілізували ситуацію також половці, що переселилися в Угорщину, втікаючи від монголів. Сам Ласло Кун мав частку половецької крові. 1278 року Ласло Кун допоміг Рудольфу I Габсбургу здолати Пржемисла Отакара II. Але в нього виникли проблеми з папським легатом, який вимагав, щоб половці прийняли християнство й перейшли до осілого життя.
Англійський принц Едвард Довгоногий був у Палестині в Дев'ятому хрестовому поході, коли помер його батько Генріх III. Він повернувся в Англію тільки через два роки й отримав корону як Едуард I.
Григорія X обрали папою римським після конклаву, що тривав три роки. Питання встановлення суворіших правил обрання понтифіка було одним із основних на Другому Ліонському соборі 1274 року. Собор також проголосив унію між західною та східною християнськими церквами, однак Візантія пішла на цей крок, шукаючи політичних вигод, і, коли політична ситуація змінилася, унію було скасовано. Собор ухвалив рішення про обов'язковість filioque.
1280 року Любек, Кіль, Вісмар, Росток і Штральзунд уклали вендську угоду, в якій вперше згадується слово Ганза.
Болгарії доводилося боротися на два фронти — з Візантією та Ордою. Посеред сум'яття 1278 року владу в ній захопив народний цар Івайло. Деякий час він успішно боровся з візантійськими ставлениками, але все ж йому довелося втікати до ординців, де 1280 року його вбили.
1271 року венеційський купець Марко Поло розпочав свою подорож до Китаю, де з 1275 року служив при дворі імператора династії Юань монгольського хана Хубілая.

### Азія
1271 року великий хан монголів Хубілай започаткував династію Юань, що на момент заснування володіла землями на північ від річки Хуанхе. Наступ монголів на Південний Китай, де правила династія Сун продовжувався. Вона чинила опір до 1279 року, але змушена була скоритися, і монгольська династія Юань заволоділа всім Китаєм.
1274 року хан Хубілай зробив спробу напасти на Японію, але японці зуміли дати монголам відсіч, почасти за сприяння тайфуну камікадзе.
Ільхан Ірану Абака-хан здійснив успішний похід на Чагатайський улус, захопив кілька міст, зокрема Бухару. Однак у Сирії він зазнав поразки від єгипетського султана Бейбарса. Бейбарс вдало воював з хрестоносцями, взяв фортецю Крак де Шевальє, але після перемоги над монголами помер, отруївшись кумисом. Після недовгої боротьби за владу титул султана міцно взяв до своїх рук Калаун.
Династія Чола, що домінувала на півдні Індії впродовж століть, припинила існування під тиском держави Хойсалів та Пандья.

### Наука
- Тома Аквінський видає Summa Theologica.
- Винахід анкерної вилки.
- Астрономічні таблиці Альфонсо.
- Відкриття дієтилового етер.
- Перше використання пороху у військовій справі.